# NARUTO -ナルト- ナルティメットヒーロー
『NARUTO -ナルト- ナルティメットヒーロー』（NARUTO Naltimate Hero）は、サイバーコネクトツー開発・バンダイ、バンダイナムコゲームス、およびバンダイナムコエンターテインメント発売によるPlayStation 2用ゲームソフト。岸本斉史原作の漫画およびアニメ『NARUTO -ナルト-』を題材としている。『ナルティメット』の由来は、「ナルト」と「アルティメット」を組み合わせた造語である。
この項目では、続編『ナルティメットヒーロー2・3』、『ナルティメットアクセルシリーズ』、『ナルティメットポータブル』、『ナルティメットストームシリーズ』、『ナルティメットインパクト』についても解説する。

## シリーズタイトル一覧

### ナルティメットヒーローシリーズ
NARUTO -ナルト- ナルティメットヒーロー
発売日：2003年10月23日
対応機種：PlayStation 2
ジャンル：3Dアクション
NARUTO -ナルト- ナルティメットヒーロー2
発売日：2004年9月30日
対応機種：PlayStation 2
ジャンル：忍道対戦アクション
NARUTO -ナルト- ナルティメットヒーロー3
発売日：2005年12月22日
対応機種：PlayStation 2
ジャンル：忍道対戦アクション
NARUTO -ナルト- ナルティメットポータブル 無幻城の巻
発売日：2006年3月30日
対応機種：PlayStation Portable
ジャンル：忍道対戦アクション
『ナルティメットヒーローシリーズ』の移植作品。

### ナルティメットアクセルシリーズ
NARUTO -ナルト- 疾風伝 ナルティメットアクセル
発売日：2007年4月5日
対応機種：PlayStation 2
ジャンル：忍道対戦アクション
NARUTO -ナルト- 疾風伝 ナルティメットアクセル2
発売日：2007年12月20日
対応機種：PlayStation 2
ジャンル：忍道対戦アクション
NARUTO -ナルト- 疾風伝 ナルティメットアクセル3
発売日：2009年12月10日
対応機種：PlayStation Portable
ジャンル：忍道大戦アクション
CMでは、うずまきナルト役の竹内順子とはたけカカシ役の井上和彦が顔出しでゲームの通信対戦を行っている。

### ナルティメットストームシリーズ
NARUTO -ナルト- ナルティメットストーム
発売日：2009年1月15日
対応機種：PlayStation 3、iOS、Android
ジャンル：忍道対戦アクション
第13回文化庁メディア芸術祭エンターテインメント部門優秀賞受賞作品
NARUTO -ナルト- 疾風伝 ナルティメットストーム2
発売日：2010年10月21日
対応機種：PlayStation 3、Xbox 360
ジャンル：忍道対戦アクション
NARUTO -ナルト- 疾風伝 ナルティメットストームジェネレーション
発売日：2012年2月23日
対応機種：PlayStation 3、Xbox 360
ジャンル：忍道対戦アクション
NARUTO -ナルト- 疾風伝 ナルティメットストーム3
発売日：2013年4月18日
対応機種：PlayStation 3、Xbox 360
ジャンル：忍道対戦アクション
NARUTO -ナルト- 疾風伝 ナルティメットストームレボリューション
発売日：2014年9月11日
対応機種：PlayStation 3、Xbox 360
ジャンル：忍道対戦アクション
NARUTO -ナルト- 疾風伝 ナルティメットストーム4
発売日：2016年2月4日
対応機種：PlayStation 4
ジャンル：忍道対戦アクション
『ROAD TO BORUTO』はDLCにて追加可能。
NARUTO -ナルト- 疾風伝 ナルティメットストーム4 ROAD TO BORUTO
発売日：2017年2月2日
対応機種：PlayStation 4
ジャンル：忍道対戦アクション
ナルティメットストーム4に『ROAD TO BORUTO』を追加収録したもの。
NARUTO -ナルト- 疾風伝 ナルティメットストームトリロジー
発売日：2017年7月27日
対応機種：PlayStation 4、Nintendo Switch
ジャンル：忍道対戦アクション
PS3タイトルの『ナルティメットストーム』、『ナルティメットストーム2』、『ナルティメットストーム3』を収録したもの。各タイトルのDLCを一部除き初期収録されている。
NARUTO X BORUTO ナルティメットストームコネクションズ
発売日：2023年11月16日
対応機種：PlayStation 4、PlayStation 5、Xbox One、Xbox Series X/S、Nintendo Switch
ジャンル：忍道対戦アクション

### その他
NARUTO -ナルト- 疾風伝 ナルティメットインパクト
発売日：2011年10月20日
対応機種：PlayStation Portable
ジャンル：忍道アクション

## 登場キャラクター
登場人物の詳細は、NARUTO -ナルト-の登場人物を参照。

### ナルティメットヒーロー / ナルティメットポータブル
ナルティメットヒーローのナンバリングタイトルとナルティメットポータブルの登場キャラクター。
| キャラクター   | 1 | 2 | 3 | P | 補足 |
| -------------- | - | - | - | - | ---- |
| うずまきナルト | ○ | ○ | ○ | ○ |      |
| うちはサスケ   | ○ | ○ | ○ | ○ |      |
| 春野サクラ     | ○ | ○ | ○ | ○ |      |
| はたけカカシ   | ○ | ○ | ○ | ○ |      |
| 日向ヒナタ     | ○ | ○ | ○ | ○ |      |
| 日向ハナビ     |   |   | ○ |   |      |
| 日向ネジ       | ○ | ○ | ○ | ○ |      |
| ロック・リー   | ○ | ○ | ○ | ○ |      |
| テンテン       |   | ○ | ○ | ○ |      |
| マイト・ガイ   |   | ○ | ○ | ○ |      |
| 奈良シカマル   | ○ | ○ | ○ | ○ |      |
| 秋道チョウジ   |   | ○ | ○ | ○ |      |
| 山中いの       |   | ○ | ○ | ○ |      |
| 猿飛アスマ     |   |   | ○ |   |      |
| 犬塚キバ       |   | ○ | ○ | ○ |      |
| 油女シノ       |   | ○ | ○ | ○ |      |
| 夕日紅         |   |   | ○ |   |      |
| 桃地再不斬     | ○ | ○ | ○ |   |      |
| 白             | ○ | ○ | ○ |   |      |
| 我愛羅         | ○ | ○ | ○ | ○ |      |
| カンクロウ     |   | ○ | ○ |   |      |
| テマリ         |   | ○ | ○ |   |      |
| 大蛇丸         | ○ | ○ | ○ | ○ |      |
| 薬師カブト     |   | ○ | ○ | ○ |      |
| みたらしアンコ |   |   | ○ |   |      |
| 自来也         |   | ○ | ○ | ○ |      |
| 黄色い閃光     |   |   | ○ |   |      |
| 綱手           |   | ○ | ○ | ○ |      |
| シズネ         |   | ○ | ○ | ○ |      |
| 三代目火影     |   | ○ | ○ | ○ |      |
| 二代目火影     |   |   | ○ |   |      |
| 初代火影       |   |   | ○ |   |      |
| うちはイタチ   |   | ○ | ○ | ○ |      |
| 干柿鬼鮫       |   | ○ | ○ | ○ |      |
| 木ノ葉丸軍団   |   |   | ○ |   |      |
| 風花ドトウ     |   | ○ |   |   |      |
| 君麻呂         |   |   | ○ |   |      |
| 多由也         |   |   | ○ |   |      |
| 左近           |   |   | ○ |   |      |
| 鬼童丸         |   |   | ○ |   |      |
| 次郎坊         |   |   | ○ |   |      |

### ナルティメットアクセル
ナルティメットアクセルのナンバリングタイトルの登場キャラクター。
| キャラクター   | 1 | 2 | 3 | 補足 |
| -------------- | - | - | - | ---- |
| うずまきナルト | ○ | ○ | ○ |      |
| 春野サクラ     | ○ | ○ | ○ |      |
| はたけカカシ   | ○ | ○ | ○ |      |
| サイ           |   | ○ | ○ |      |
| ヤマト         |   | ○ | ○ |      |
| うちはサスケ   | ○ | ○ | ○ |      |
| 鬼灯水月       |   |   | ○ |      |
| 香燐           |   |   | ○ |      |
| 重吾           |   |   | ○ |      |
| ロック・リー   | ○ | ○ | ○ |      |
| 日向ネジ       | ○ | ○ | ○ |      |
| テンテン       | ○ | ○ | ○ |      |
| マイト・ガイ   | ○ | ○ | ○ |      |
| 奈良シカマル   | ○ | ○ | ○ |      |
| 秋道チョウジ   | ○ | ○ | ○ |      |
| 山中いの       | ○ | ○ | ○ |      |
| 猿飛アスマ     | ○ | ○ | ○ |      |
| 犬塚キバ       | ○ | ○ | ○ |      |
| 油女シノ       | ○ | ○ | ○ |      |
| 日向ヒナタ     | ○ | ○ | ○ |      |
| 夕日紅         | ○ | ○ | ○ |      |
| 我愛羅         | ○ | ○ | ○ |      |
| カンクロウ     | ○ | ○ | ○ |      |
| テマリ         | ○ | ○ | ○ |      |
| チヨバア       | ○ | ○ | ○ |      |
| うちはイタチ   | ○ | ○ | ○ |      |
| 干柿鬼鮫       | ○ | ○ | ○ |      |
| デイダラ       | ○ | ○ | ○ |      |
| サソリ         | ○ | ○ | ○ |      |
| ペイン         |   |   | ○ |      |
| 小南           |   |   | ○ |      |
| 飛段           |   |   | ○ |      |
| 角都           |   |   | ○ |      |
| トビ           |   |   | ○ |      |
| うちはオビト   |   |   | ○ |      |
| シズネ         | ○ | ○ |   |      |
| みたらしアンコ | ○ | ○ |   |      |
| 日向ハナビ     | ○ | ○ |   |      |
| 木ノ葉丸軍団   | ○ | ○ |   |      |
| 自来也         | ○ | ○ |   |      |
| 初代火影       | ○ | ○ |   |      |
| 二代目火影     | ○ | ○ |   |      |
| 三代目火影     | ○ | ○ |   |      |
| 黄色い閃光     | ○ | ○ | ○ |      |
| 綱手           | ○ | ○ |   |      |
| 桃地再不斬     | ○ | ○ |   |      |
| 白             | ○ | ○ |   |      |
| 大蛇丸         | ○ | ○ | ○ |      |
| 薬師カブト     | ○ | ○ | ○ |      |
| 君麻呂         | ○ | ○ |   |      |
| 多由也         | ○ | ○ |   |      |
| 左近           | ○ | ○ |   |      |
| 鬼童丸         | ○ | ○ |   |      |
| 次郎坊         | ○ | ○ |   |      |

### ナルティメットストーム
ナルティメットストームのナンバリングタイトルとナルティメットストームジェネレーション・レボリューションの登場キャラクター。
○はプレイアブルキャラクター、◎はダウンロードコンテンツの追加キャラクター、◇はサポートキャラクター、□はストーリーモードのみ、△は合体奥義使用時に登場するキャラクター
| キャラクター                | 1 | 2 | G | 3 | R | 4 | 声優                               |
| --------------------------- | - | - | - | - | - | - | ---------------------------------- |
| うずまきナルト              | ○ | ○ | ○ | ○ | ○ | ○ | 竹内順子/九喇嘛：玄田哲章          |
| うちはサスケ                | ○ | ○ | ○ | ○ | ○ | ○ | 杉山紀彰                           |
| 春野サクラ                  | ○ | ○ | ○ | ○ | ○ | ○ | 中村千絵                           |
| サイ                        |   | ○ | ○ | ○ | ○ | ○ | 日野聡                             |
| ヤマト                      |   | ○ | ○ | ○ | ○ | ○ | 小山力也                           |
| はたけカカシ                | ○ | ○ | ○ | ○ | ○ | ○ | 井上和彦/少年期：井上和彦→田村睦心 |
| ロック・リー                | ○ | ○ | ○ | ○ | ○ | ○ | 増川洋一                           |
| 日向ネジ                    | ○ | ○ | ○ | ○ | ○ | ○ | 遠近孝一                           |
| テンテン                    | ○ | ○ | ○ | ○ | ○ | ○ | 田村ゆかり                         |
| マイト・ガイ                | ○ | ○ | ○ | ○ | ○ | ○ | 江原正士                           |
| 奈良シカマル                | ○ | ○ | ○ | ○ | ○ | ○ | 森久保祥太郎                       |
| 秋道チョウジ                | ○ | ○ | ○ | ○ | ○ | ○ | 伊藤健太郎                         |
| 山中いの                    | ○ | ○ | ○ | ○ | ○ | ○ | 柚木涼香                           |
| 猿飛アスマ                  |   | ○ | ○ | ○ | ○ | ○ | 小杉十郎太                         |
| 犬塚キバ                    | ○ | ○ | ○ | ○ | ○ | ○ | 鳥海浩輔/赤丸：竹内順子            |
| 油女シノ                    | ○ | ○ | ○ | ○ | ○ | ○ | 川田紳司                           |
| 日向ヒナタ                  | ○ | ○ | ○ | ○ | ○ | ○ | 水樹奈々                           |
| 夕日紅                      |   |   | ◇ |   | ◇ |   | 落合るみ                           |
| 猿飛木ノ葉丸                |   |   |   |   | ○ | ○ | 大谷育江                           |
| うみのイルカ                |   |   |   |   | ○ | ○ | 関俊彦                             |
| のはらリン                  |   |   |   |   |   | ○ | 七緒はるひ                         |
| 日向ハナビ                  |   |   |   |   |   | ○ | 浅井清己                           |
| 日向ヒアシ                  |   |   |   |   |   | △ | 津田英三                           |
| 神月イズモ                  |   |   |   |   |   | △ | 坪井智浩                           |
| はがねコテツ                |   |   |   |   |   | △ | 河野智之                           |
| 我愛羅                      | ○ | ○ | ○ | ○ | ○ | ○ | 石田彰                             |
| カンクロウ                  | ○ | ○ | ○ | ○ | ○ | ○ | 加瀬康之                           |
| テマリ                      | ○ | ○ | ○ | ○ | ○ | ○ | 朴璐美                             |
| チヨバア                    |   | ○ | ○ | ○ | ○ | ○ | 谷育子                             |
| 四代目風影                  |   |   |   | □ | ○ | ○ | 田中正彦                           |
| うちはシスイ                |   |   |   |   | ○ | ○ | 木内秀信                           |
| 志村ダンゾウ                |   |   | ○ | ○ | ○ | ○ | 糸博                               |
| 白                          |   |   | ○ | ○ | ○ | ○ | 浅野まゆみ                         |
| 桃地再不斬                  |   |   | ○ | ○ | ○ | ○ | 石塚運昇                           |
| 無梨甚八                    |   |   |   | □ |   | △ |                                    |
| 林檎雨由利                  |   |   |   | □ |   | △ |                                    |
| 栗霰串丸                    |   |   |   | □ |   | △ |                                    |
| 通草野餌人                  |   |   |   | □ |   | △ |                                    |
| 西瓜山河豚鬼                |   |   |   | □ |   |   |                                    |
| 鬼灯満月                    |   |   |   | □ |   | △ |                                    |
| ダルイ                      |   |   | ◇ | ○ | ○ | ○ | 竹内良太                           |
| 金角/銀角                   |   |   |   | □ |   |   | 金角：黒田崇矢/銀角：矢崎文也      |
| シー                        |   |   | ◇ | ◇ | ◇ |   | 福田賢二                           |
| 長十郎                      |   |   | ◇ | ◇ | ◇ |   | 宮田幸季                           |
| 青                          |   |   | ◇ | ◇ | ◇ |   | 西前忠久                           |
| 黒ツチ                      |   |   | ◇ | ◇ | ◇ |   | 武田華                             |
| 赤ツチ                      |   |   | ◇ | ◇ | ◇ |   | 三宅健太                           |
| フー                        |   |   | ◇ | ◇ | ◇ |   | 坂巻学                             |
| トルネ                      |   |   | ◇ | ◇ | ◇ |   | 高橋英則                           |
| ミフネ                      |   |   |   | ○ | ○ | ○ | 長克巳                             |
| 半蔵                        |   |   |   | ○ | ○ | ○ | 沢木郁也                           |
| キラービー                  |   | ○ | ○ | ○ | ○ | ○ | 江川央生                           |
| 雷影・エー                  |   |   | ○ | ○ | ○ | ○ | 手塚秀彰                           |
| 三代目雷影                  |   |   |   | □ | ○ | ○ | 玉野井直樹                         |
| 土影・オオノキ              |   |   | ○ | ○ | ○ | ○ | 西村知道                           |
| 二代目土影                  |   |   |   | □ | ○ | ○ | 向井修                             |
| 水影・照美メイ              |   |   | ○ | ○ | ○ | ○ | 日野由利加                         |
| 二代目水影                  |   |   |   | □ | ○ | ○ | 梅津秀行                           |
| 初代火影                    |   |   | ○ | ○ | ○ | ○ | 菅生隆之                           |
| 二代目火影                  |   |   | ○ | ○ | ○ | ○ | 堀内賢雄                           |
| 三代目火影                  | ○ |   | ○ | ○ | ○ | ○ | 柴田秀勝                           |
| 波風ミナト                  |   | ○ | ○ | ○ | ○ | ○ | 森川智之                           |
| うずまきクシナ              |   |   |   |   | ○ | ○ | 篠原恵美                           |
| 自来也                      | ○ | ○ | ○ | ○ | ○ | ○ | 大塚芳忠                           |
| シズネ                      |   |   | ◇ |   | ◇ |   | 根本圭子                           |
| 綱手                        | ○ | ○ | ○ | ○ | ○ | ○ | 勝生真沙子                         |
| みたらしアンコ              |   |   | ◇ |   | ◇ |   | 本田貴子                           |
| 大蛇丸                      | ○ | ○ | ○ | ○ | ○ | ○ | くじら                             |
| 薬師カブト                  | ○ | ○ | ○ | ○ | ○ | ○ | 神奈延年                           |
| 次郎坊                      |   |   | ◇ |   | ◇ | ◎ | 三宅健太                           |
| 鬼童丸                      |   |   | ◇ |   | ◇ | ◎ | 千葉進歩                           |
| 右近/左近                   |   |   | ◇ |   | ◇ | ◎ | 咲野俊介                           |
| 多由也                      |   |   | ◇ |   | ◇ | ◎ | 渡辺明乃                           |
| 君麻呂                      | ○ |   | ○ | ○ | ○ | ○ | 森川智之                           |
| 鬼灯水月                    |   | ○ | ○ | ○ | ○ | ○ | 近藤隆                             |
| 香燐                        |   | ○ | ○ | ○ | ○ | ○ | 東條加那子                         |
| 重吾                        |   | ○ | ○ | ○ | ○ | ○ | 阪口周平                           |
| うちはオビト                |   |   | ○ | ○ | ○ | ○ | 高木渉/少年期：小森創介→潘めぐみ   |
| トビ                        |   | ○ | ○ | ○ | ○ | ○ | 高木渉/マダラ：内田直哉            |
| 仮面の男                    |   |   | ○ | ○ | ○ | ○ | 内田直哉                           |
| うちはマダラ                |   |   |   | ○ | ○ | ○ | 内田直哉                           |
| うちはイタチ                | ○ | ○ | ○ | ○ | ○ | ○ | 石川英郎                           |
| 干柿鬼鮫                    | ○ | ○ | ○ | ○ | ○ | ○ | 檀臣幸                             |
| 長門                        |   |   |   | ○ | ○ | ○ | 森田順平                           |
| ペイン                      |   | ○ | ○ | ○ | ○ | ○ | 堀内賢雄                           |
| 小南                        |   | ○ | ○ | ○ | ○ | ○ | 田中敦子                           |
| デイダラ                    |   | ○ | ○ | ○ | ○ | ○ | 川本克彦                           |
| サソリ                      |   | ○ | ○ | ○ | ○ | ○ | 櫻井孝宏                           |
| 飛段                        |   | ○ | ○ | ○ | ○ | ○ | てらそままさき                     |
| 角都                        |   | ○ | ○ | ○ | ○ | ○ | 土師孝也                           |
| ゼツ                        |   |   |   |   |   | △ | 飛田展男                           |
| 二位ユギト                  |   |   |   | ○ | ○ | ○ | 園崎未恵                           |
| やぐら                      |   |   |   | ○ | ○ | ○ | 入野自由                           |
| 老紫                        |   |   |   | ○ | ○ | ○ | 宗矢樹頼                           |
| ハン                        |   |   |   | ○ | ○ | ○ | 安元洋貴                           |
| ウタカタ                    |   |   |   | ○ | ○ | ○ | 鈴村健一                           |
| フウ                        |   |   |   | ○ | ○ | ○ | 白石涼子                           |
| 大筒木カグヤ                |   |   |   |   |   | ○ | 小山茉美                           |
| ラース・ アレクサンダーソン |   | ○ |   |   |   |   | 諏訪部順一                         |
| メカナルト                  |   |   |   |   | ○ |   | 竹内順子                           |

### ナルティメットストーム3
太字は新キャラクターおよび新バージョン
- うずまきナルト（風遁・螺旋手裏剣 / 九尾螺旋丸）
- うずまきナルト（仙人モード / 火影装束）
- うずまきナルト（尾獣玉 / 仙法・超大玉螺旋多連丸）
- 春野サクラ（忍界大戦 / 通常服）
- サイ（忍界大戦 / 通常服）
- はたけカカシ（忍界大戦 / 神威 / 雷切双雷震）
- ヤマト
- 日向ネジ（忍界大戦 / 通常服）
- ロック・リー（忍界大戦 / 通常服）
- テンテン（忍界大戦 / 通常服）
- マイト・ガイ（昼虎 / 朝孔雀）
- 奈良シカマル（忍界大戦 / 通常服）
- 秋道チョウジ（通常服）
- 秋道チョウジ（忍界大戦）
- 山中いの（忍界大戦 / 通常服）
- 猿飛アスマ（生前 / 穢土転生）
- 犬塚キバ（忍界大戦 / 通常服）
- 油女シノ（忍界大戦 / 通常服）
- 日向ヒナタ（忍界大戦 / 通常服）
- 自来也
- 綱手
- 志村ダンゾウ
- はたけカカシ（少年期）
- うちはオビト
- 初代火影・千手柱間
- 二代目火影・千手扉間
- 三代目火影・猿飛ヒルゼン
- 波風ミナト（火影 / 上忍）
- 風影・我愛羅（忍界大戦）
- 風影・我愛羅（五影会談 / 通常服）
- カンクロウ（忍界大戦 / 五影会談 / 通常服）
- テマリ（忍界大戦 / 五影会談 / 通常服）
- チヨバア
- 雷影・エー（雷斗忍遇須吐励力 / 雷我爆弾）
- キラービー（鮫肌）
- キラービー
- ダルイ
- 土影・オオノキ
- 水影・照美メイ
- ミフネ
- うちはサスケ（"鷹"）
- うちはサスケ（永遠の万華鏡写輪眼 / 五影会談）
- うちはサスケ（麒麟 / 千鳥真槍）
- 鬼灯水月
- 香燐
- 重吾
- ペイン六道
- 小南
- 干柿鬼鮫
- デイダラ（生前 / 穢土転生）
- サソリ
- 飛段
- 角都
- トビ（忍界大戦）
- 仮面の男
- トビ
- うちはマダラ（穢土転生）
- うちはイタチ（十拳剣 / 月読）
- うちはイタチ（穢土転生）
- 長門（穢土転生）
- 大蛇丸
- 薬師カブト（仙人モード）〈スペシャルDLCを購入で登場〉
- 薬師カブト（蛇マント）
- 薬師カブト
- 君麻呂
- 桃地再不斬（生前 / 穢土転生）
- 白（生前 / 生前：仮面 / 穢土転生）
- 半蔵（穢土転生）
- 二位ユギト（生前 / 穢土転生）
- やぐら（生前 / 穢土転生）
- 老紫（生前 / 穢土転生）
- ハン（生前 / 穢土転生）
- ウタカタ（生前 / 穢土転生）
- フウ（生前 / 穢土転生）
- 少年篇・うずまきナルト
- 少年篇・うちはサスケ（後期服 / 黒装束）
- 少年篇・春野サクラ
- 少年篇・日向ネジ
- 少年篇・ロック・リー
- 少年篇・日向ヒナタ
- 少年篇・砂瀑の我愛羅（後期服 / 初期服）

（下記はサポートキャラとしてのみ登場）
- フー
- トルネ
- シー
- 黒ツチ
- 赤ツチ
- 青
- 長十郎

（下記はストーリーモード内のみ登場）
- 無梨甚八
- 林檎雨由利
- 栗霰串丸
- 通草野餌人
- 西瓜山河豚鬼
- 鬼灯満月
- 金角
- 銀角
- 二代目土影・無
- 四代目風影
- 二代目水影
- 三代目雷影

### ナルティメットストームレボリューション
太字は新キャラクターおよび新バージョン
- うずまきナルト（尾獣玉 / 着物）
- うずまきナルト（仙法・超大玉螺旋多連丸 / 甲冑）
- うずまきナルト（風遁・螺旋手裏剣）※前作にあった九尾螺旋丸バージョンは削除された
- うずまきナルト（仙人モード / 木ノ葉学園）
- うずまきナルト（九喇嘛リンクモード）
- 春野サクラ（忍界大戦 / 通常服 / 木ノ葉学園）※前作にあった奥義、満開・桜花衝は削除され、百豪の術に変更された
- サイ（忍界大戦 / 通常服）
- 奈良シカマル（忍界大戦 / 通常服）
- 山中いの（忍界大戦 / 通常服 / 木ノ葉学園）
- 秋道チョウジ（忍界大戦 / 通常服）
- ロック・リー（忍界大戦 / 通常服）
- 日向ネジ（忍界大戦 / 通常服）
- テンテン（忍界大戦 / 通常服）
- 犬塚キバ（忍界大戦 / 通常服）
- 油女シノ（忍界大戦 / 通常服）
- 日向ヒナタ（忍界大戦 / 通常服 / 木ノ葉学園）
- はたけカカシ（雷切・迅）
- はたけカカシ（忍界大戦 / 神威 / 雷切双雷震 / 木ノ葉学園 / 暗部）
- ヤマト（通常 / 暗部）
- 猿飛アスマ（穢土転生 / 生前）
- マイト・ガイ（昼虎 / 朝孔雀）
- うみのイルカ
- 猿飛木ノ葉丸
- 初代火影・千手柱間（生前）
- 初代火影・千手柱間（穢土転生）
- 綱手（通常 / 第二次忍界大戦）
- 自来也（通常 / 第二次忍界大戦）
- うずまきクシナ
- 波風ミナト（上忍 / 火影）
- 波風ミナト（穢土転生）
- はたけカカシ（少年期）
- うちはオビト（少年期）
- メカナルト ※本作オリジナルキャラクター
- 二代目火影・千手扉間（穢土転生 / 生前）
- 三代目火影・猿飛ヒルゼン（穢土転生 / 生前）
- 志村ダンゾウ（通常 / 笠あり）
- 風影・我愛羅（忍界大戦）
- 風影・我愛羅（五影会談 / 通常服 / 笠あり）
- カンクロウ（忍界大戦 / 五影会談 / 通常服）※前作にあった奥義、黒秘技操炎蝎劇は削除され、黒秘技三大悲劇に統一された
- テマリ（忍界大戦 / 五影会談 / 通常服）
- チヨバア
- 雷影・エー（雷斗忍遇須吐励力 / 雷我爆弾 / 笠あり）
- ダルイ
- キラービー（鮫肌）
- キラービー
- 土影・オオノキ（通常 / 笠あり）
- 水影・照美メイ（通常 / 笠あり）
- 二代目水影（穢土転生）
- 二代目土影・無（穢土転生）
- 三代目雷影（穢土転生）
- 四代目風影（穢土転生）
- ミフネ
- 半蔵（穢土転生）
- 長門（穢土転生）
- 桃地再不斬（穢土転生 / 生前）
- 白（穢土転生 / 生前 / 仮面）
- うちはサスケ（初期服 / 麒麟）※前作にあった奥義、千鳥真槍は削除され、麒麟に統一された
- うちはサスケ（“鷹”）
- うちはサスケ（永遠の万華鏡写輪眼 / 木ノ葉学園）※前作とは別仕様
- うちはサスケ（五影会談 / 着物）
- 鬼灯水月
- 香燐
- 重吾
- 仮面の男
- トビ（忍界大戦）
- うちはオビト
- うちはマダラ（穢土転生・解）
- うちはマダラ（穢土転生 / 生前）
- うちはイタチ（十拳剣 / 月読 / 暗部）
- うちはイタチ（穢土転生）
- 干柿鬼鮫
- 角都（通常 / “暁”創生）
- 飛段（通常 / “暁”創生）
- サソリ（通常 / “暁”創生）
- デイダラ（穢土転生 / 生前 / “暁”創生）
- トビ
- 小南
- ペイン
- うちはシスイ
- 大蛇丸（通常 / 第二次忍界大戦 / “暁”創生）
- 薬師カブト
- 薬師カブト（蛇マント）
- 薬師カブト（仙人モード）
- 君麻呂
- 二位ユギト（穢土転生 / 生前）
- やぐら（穢土転生 / 生前）
- 老紫（穢土転生 / 生前）
- ハン（穢土転生 / 生前）
- ウタカタ（穢土転生 / 生前）
- フウ（穢土転生 / 生前）
- 少年篇・うずまきナルト
- 少年篇・うちはサスケ（後期服 / 黒装束）
- 少年篇・春野サクラ
- 少年篇・奈良シカマル（初期服 / 中忍服）
- 少年篇・山中いの
- 少年篇・秋道チョウジ
- 少年篇・ロック・リー
- 少年篇・日向ネジ
- 少年篇・テンテン
- 少年篇・犬塚キバ
- 少年篇・油女シノ
- 少年篇・日向ヒナタ
- 少年篇・砂瀑の我愛羅（後期服 / 初期服）
- 少年篇・カンクロウ（後期服 / 初期服）
- 少年篇・テマリ（後期服 / 初期服）

（下記はサポートキャラとしてのみ登場）
- シー
- 黒ツチ
- 赤ツチ
- 青
- 長十郎
- フー
- トルネ
- 次郎坊
- 鬼童丸
- 右近 / 左近
- 多由也
- 夕日紅
- みたらしアンコ
- シズネ

### ナルティメットストーム4
太字は新キャラクターおよび新バージョン
- うずまきナルト（六道仙人モード）
- うずまきナルト（九喇嘛リンクモード）
- うずまきナルト（仙人モード / 木ノ葉学園）
- うずまきナルト（尾獣玉 / 武者 / サスケ衣装 / マタドール / ゴンドリエーレ / レーダーホーゼン / カウボーイ / 海賊 / 着物 / スーツ / 白装束）
- うずまきナルト（仙法・超大玉螺旋多連丸 / 甲冑）
- うずまきナルト（通常）※前作で削除された奥義、九尾螺旋丸が復活した
- 春野サクラ（忍界大戦 / 通常 / THE LAST / 武者 / 木ノ葉学園 / 夏服 / 水着）※前作で削除された奥義、満開・桜花衝が復活した
- サイ（忍界大戦 / 通常 / スーツ）
- はたけカカシ（両目写輪眼 / 忍界大戦 / 通常 / 暗部 / 木ノ葉学園 / THE LAST）※覚醒に完成体須佐能乎が追加された
- マイト・ガイ（忍界大戦 / 通常）※忍界大戦バージョンの奥義に夜ガイが、覚醒に八門遁甲の陣が追加された
- ヤマト（通常 / 暗部）
- 奈良シカマル（忍界大戦 / 通常 / スーツ）
- 秋道チョウジ（忍界大戦 / 通常）
- 山中いの（忍界大戦 / 通常 / 木ノ葉学園 / 夏服 / 水着）
- 日向ネジ（忍界大戦 / 通常）
- ロック・リー（忍界大戦 / 通常）
- テンテン（忍界大戦 / 通常 / 夏服）
- 犬塚キバ（忍界大戦 / 通常）
- 油女シノ（忍界大戦 / 通常）
- 日向ヒナタ（忍界大戦 / 通常 / THE LAST / 木ノ葉学園 / 夏服 / 水着）
- 猿飛アスマ（生前 / 穢土転生）
- 猿飛木ノ葉丸
- うちはシスイ ※覚醒が完成体須佐能乎に変更された
- うみのイルカ
- うずまきクシナ（通常 / 任務服）
- 自来也（通常 / 第二次忍界大戦）
- はたけカカシ（少年期）
- うちはオビト（少年期）
- のはらリン
- うちはサスケ（輪廻写輪眼）
- うちはサスケ（永遠の万華鏡写輪眼 / 武者 / ナルト衣装 / 木ノ葉学園 / ナポレオン / スーツ）※前作で削除された奥義、加具土命の剣が復活し、覚醒が仙術須佐能乎に変更された
- うちはサスケ（五影会談 / 着物）
- うちはサスケ（“鷹”）
- うちはサスケ（初期服 / 黒装束）※前作で削除された奥義、千鳥真槍が復活した
- 大蛇丸（通常 / 第二次忍界大戦 / “暁”創生）※モード限定だった忍術の剣の舞がフリーバトルでも使えるようになった。
- 薬師カブト（仙人モード）
- 薬師カブト（蛇マント）
- 薬師カブト（通常）
- 鬼灯水月（通常 / “鷹”）
- 重吾（通常 / “鷹”）
- 香燐（通常 / “鷹” / 囚人服）
- 初代火影・千手柱間（穢土転生 / 生前 / 火影衣装）※覚醒が木人（穢土転生） / 剛剣（生前 / 火影衣装）に変更された
- 二代目火影・千手扉間（穢土転生 / 生前）※奥義に互乗起爆札が追加された
- 三代目火影・猿飛ヒルゼン（穢土転生 / 生前 / 火影衣装）※奥義に五遁大連弾の術が追加された
- 波風ミナト（穢土転生 / 火影 / 上忍 / スーツ）
- 綱手（通常 / 第二次忍界大戦 / 水着）
- 志村ダンゾウ（通常 / 笠あり）
- 風影・我愛羅（忍界大戦 / 通常 / 五影会談 / 笠あり / 白装束）
- カンクロウ（忍界大戦 / 通常 / 五影会談）※前作で削除された奥義、黒秘技三大悲劇が復活した
- テマリ（忍界大戦 / 通常 / 五影会談 / 水着）
- 雷影・エー（通常 / 羽織 / 笠あり）
- キラービー（鮫肌 / 通常 / 白装束）※通常バージョンの奥義がストーム2版に変更された
- 土影・オオノキ（通常 / 笠あり）
- 水影・照美メイ（通常 / 笠あり）
- ミフネ（通常 / 五影会談）
- うちはマダラ（六道）
- うちはマダラ（穢土転生・解 / 穢土転生 / 生前 / 黒装束）
- 大筒木カグヤ
- うちはオビト（十尾の人柱力）
- うちはオビト（忍界大戦）※前作にあった覚醒の十尾が削除され、パラメータアップのみになった
- トビ（忍界大戦）
- トビ（通常）
- 仮面の男
- うちはオビト（暴走）
- ペイン（通常 / “暁”初期服）
- 長門（穢土転生 / “暁”初期服）
- 小南（通常 / “暁”初期服）
- うちはイタチ（生前 / 笠あり / 暗部 / 穢土転生）※覚醒が完成体須佐能乎に変更された
- 干柿鬼鮫（通常 / 笠あり）※『ストーム2』にあった奥義、水遁・爆水衝波が復活した
- 角都（生前 / 穢土転生 / “暁”創生）
- 飛段（通常 / “暁”創生）
- デイダラ（生前 / 笠あり / 穢土転生 / “暁”創生）
- サソリ（生前 / 穢土転生 / “暁”創生）
- 四代目風影（穢土転生 / 生前）
- 三代目雷影（穢土転生 / 生前）
- 二代目土影（穢土転生 / 生前）
- 二代目水影（穢土転生 / 生前）
- 半蔵（穢土転生 / 生前）
- チヨバア（生前 / 穢土転生）
- 桃地再不斬（穢土転生 / 生前 / 霧隠れ装束）
- 白（穢土転生 / 生前 / 仮面）
- 二位ユギト（生前 / 穢土転生 / 白装束）
- やぐら（生前 / 穢土転生 / 白装束）
- 老紫（生前 / 穢土転生 / 白装束）
- ハン（生前 / 穢土転生 / 白装束）
- ウタカタ（生前 / 穢土転生 / 白装束）
- フウ（生前 / 穢土転生 / 白装束）
- 少年篇・うずまきナルト ※モード限定だった忍術の風魔特攻弾がフリーバトルでも使えるようになった。
- 少年篇・うちはサスケ（後期服 / 黒装束）
- 少年篇・春野サクラ
- 少年篇・奈良シカマル（初期服 / 中忍服）
- 少年篇・秋道チョウジ
- 少年篇・山中いの
- 少年篇・日向ネジ
- 少年篇・ロック・リー
- 少年篇・テンテン
- 少年篇・犬塚キバ
- 少年篇・油女シノ
- 少年篇・日向ヒナタ
- 少年篇・砂瀑の我愛羅（後期服 / 初期服）
- 少年篇・カンクロウ（初期服 / 後期服）
- 少年篇・テマリ（初期服 / 後期服）
- 君麻呂（生前 / 穢土転生）
- うずまきナルト（THE LAST / 七代目火影）
- うちはサスケ（THE LAST / 放浪の忍）
- 日向ハナビ（THE LAST / 通常）

初回封入特典限定で使用可能なキャラクター
- うずまきボルト
- うちはサラダ

ダウンロードコンテンツで配信されたキャラクター
- 次郎坊
- 鬼童丸
- 左近・右近
- 多由也
- 大筒木モモシキ
- 大筒木キンシキ

なお、バトルシステムの変更により、
サポート専用キャラクターは削除された

### オリジナルキャラクター

#### ナルティメットポータブル
霧姫（きりひめ） / 花澄姫（かすみひめ）
声 - ゆかな

#### ナルティメットアクセル
あおい
声 - 浅野真澄

椿（つばき）
声 - 大坂史子

影法師（かげほうし）
声 - 伊丸岡篤、飛田展男（分身）

#### ナルティメットアクセル3
真牙（しんが）
声 - 藤原啓治

月乃（つきの）
声 - 恒松あゆみ

童芯（どうしん）
声 - 阪口大助

白医（はくい）
声 - 興津和幸